# Sci di fondo ai XII Giochi paralimpici invernali
Le gare di sci di fondo ai XII Giochi paralimpici invernali di Pyeongchang si sono svolte dall'11 al 18 marzo 2018 all'Alpensia Biathlon Centre.

## Medagliere
| Posizione | Paese                       |     |     |     | Totale |
| --------- | --------------------------- | --- | --- | --- | ------ |
| 1         | Stati Uniti                 | 4   | 3   | 2   | 9      |
| 2         | Canada                      | 4   | 1   | 5   | 10     |
| 3         | Ucraina                     | 3   | 2   | 3   | 8      |
| 4         | Bielorussia                 | 3   | 2   | 1   | 6      |
| 5         | Atleti Paralimpici Neutrali | 2   | 4   | 3   | 9      |
| 6         | Francia                     | 1   | 1   | 1   | 3      |
| 7         | Giappone                    | 1   | 1   | 0   | 2      |
| 8         | Corea del Sud               | 1   | 0   | 1   | 2      |
| 9         | Kazakistan                  | 1   | 0   | 0   | 1      |
| 10        | Germania                    | 0   | 3   | 1   | 4      |
| 11        | Norvegia                    | 0   | 2   | 2   | 4      |
| 12        | Svezia                      | 0   | 1   | 0   | 1      |
| 13        | Austria Finlandia           | 0 0 | 0 0 | 1 1 | 1 1    |
| Totale    | Totale                      | 20  | 20  | 21  | 61     |

## Podi

### Uomini
| Evento               | Oro               | Tempo   | Argento              | Tempo   | Bronzo                     | Tempo   |
| 1 km sprint          |                   |         |                      |         |                            |         |
| Ipo e non vedenti    | Brian McKeever    | 4'03"2  | Zebastian Modin      | 4'05"7  | Eirik Bye                  | 4'32"7  |
| Seduti               | Andrew Soule      | 3'31"4  | Dzmitry Loban        | 3'31"4  | Daniel Cnossen             | 3'31"8  |
| In piedi             | Alexandr Kolyadin | 4'19"7  | Yoshihiro Nitta      | 4'20"5  | Mark Arendz Ilkka Tuomisto | 4'21"7  |
| 7,5 km               |                   |         |                      |         |                            |         |
| Seduti               | Sin Eui-hyun      | 22'28"4 | Daniel Cnossen       | 22'33"7 | Maksym Yarovyi             | 22'39"9 |
| 10 km                |                   |         |                      |         |                            |         |
| Ipo e non vedenti    | Brian McKeever    | 23'17"8 | Jake Adicoff         | 24'31"3 | Yury Holub                 | 24'37"1 |
| In piedi             | Yoshihiro Nitta   | 24'06"8 | Hryhoriy Vovčyns'kyj | 24'15"5 | Mark Arendz                | 24'27"1 |
| 15 km                |                   |         |                      |         |                            |         |
| Seduti               | Maksym Yarovyi    | 41'37"0 | Daniel Cnossen       | 42'20"7 | Sin Eui-hyun               | 42'28"9 |
| 20 km tecnica libera |                   |         |                      |         |                            |         |
| Ipo e non vedenti    | Brian McKeever    | 46'02"6 | Yury Holub           | 47'07"5 | Thomas Clarion             | 47'24"4 |
| In piedi             | Ihor Reptyukh     | 44'48"9 | Benjamin Daviet      | 46'34"1 | Håkon Olsrud               | 47'10"6 |

### Donne
| Evento            | Oro                   | Tempo   | Argento               | Tempo   | Bronzo             | Tempo   |
| 1 km sprint       |                       |         |                       |         |                    |         |
| Ipo e non vedenti | Sviatlana Sakhanenka  | 4'29"9  | Michalina Lisova      | 4'44"0  | Oksana Shyshkova   | 4'45"6  |
| Seduti            | Oksana Masters        | 4'06"7  | Andrea Eskau          | 4'08"8  | Marta Zaynullina   | 4'10"4  |
| In piedi          | Anna Milenina         | 5'11"1  | Vilde Nilsen          | 5'14"2  | Natalie Wilkie     | 5'14"3  |
| 5 km              |                       |         |                       |         |                    |         |
| Seduti            | Oksana Masters        | 16'42"0 | Andrea Eskau          | 16'53"5 | Marta Zaynullina   | 17'25"4 |
| 7,5 km            |                       |         |                       |         |                    |         |
| Ipo e non vedenti | Sviatlana Sakhanenka  | 22'19"3 | Michalina Lisova      | 22'55"6 | Carina Edlinger    | 23'22"9 |
| In piedi          | Natalie Wilkie        | 22'12"2 | Ekaterina Rumyantseva | 22'13"8 | Emily Young        | 22'13"9 |
| 12 km             |                       |         |                       |         |                    |         |
| Seduti            | Kendall Gretsch       | 38'15"9 | Andrea Eskau          | 38'48"3 | Oksana Masters     | 39'04"9 |
| 15 km             |                       |         |                       |         |                    |         |
| Ipo e non vedenti | Sviatlana Sakhanenka  | 49'11"7 | Oksana Shyshkova      | 49'19"5 | Michalina Lisova   | 52'29"2 |
| In piedi          | Ekaterina Rumyantseva | 49'37"6 | Anna Milenina         | 50'55"6 | Liudmyla Liashenko | 51'06"6 |

### Stafetta
| Evento                     | Oro                                                                      | Tempo   | Argento                                                   | Tempo   | Bronzo                                                | Tempo   |
| 4 x 2.5 km Stafetta mista  | Ucraina Iurii Utkin Liudmyla Liashenko Iuliia Batenkova Oksana Shyshkova | 24:31.9 | Canada Natalie Wilkie Emily Young Chris Klebl Mark Arendz | 25:21.9 | Germania Andrea Eskau Steffen Lehmker Alexander Ehler | 25:25.3 |
| 4 x 2.5 km Stafetta aperta | Francia Benjamin Daviet Anthony Chalencon Thomas Clarion                 | 22:46.6 | Norvegia Nils-Erik Ulset Håkon Olsrud Eirik Bye           | 23:09.1 | Canada Collin Cameron Brian McKeever                  | 23:52.4 |